# Караґуз-е-Салім-Ака
Караґуз-е-Салім-Ака (перс. قراگوز سلیم‌آقا) — село в Ірані, входить до складу дехестану Південний Назлуй у Центральному бахші шахрестану Урмія провінції Західний Азербайджан.